# Gradband
Gradband är ett tecken som visar en persons grad inom kunglig, religiös eller sällskapsorden. Ett exempel där gradband förekommer är frimurarordnar. Gradbandet är normalt ett mönstrat textilband, men kan också ha olika former av dekorationer i andra material. Gradband bärs på olika sätt; i högre grader är gradbandet ofta brett och bärs från axel till höft.